# Skjernøysundbroen
58°0′12.8″N 7°30′51″Ø / 58.003556°N 7.51417°Ø
Skjernøysundsbroen blev bygget i 1964, og vejen frem blev færdig i 1963. Broen  er 110 meter lang og forbinder Skjernøy med fastlandet i resten af Mandal kommune. Efter at broen blev bygget er folketallet næsten fordoblet på Skjernøy. Men broen er smal, så biler ofte må bakke når de møder andre. Broen er en del af fylkesvej 230.